# Frits Meijering
Fredericus Catharinus (Frits) Meijering (Zwolle, 25 augustus 1952 - Groningen, 13 augustus 2024) was een Nederlands pedagoog en filosoof.

## Levensloop
Meijering was de tweede in een gezin met drie kinderen, Johan, Frits en Gonda.
Hij studeerde Pedagogiek aan de RijksUniversiteit Groningen, waar hij als theoretisch-wijsgerig pedagoog in 1975 afstudeerde.

### Werk
Vanaf 1975 doceerde hij in verschillende functies aan de Masteropleiding Pedagogiek in Groningen en aan de Bacheloropleiding Social Work van de Noordelijke Hogeschool Leeuwarden (NHL). Sinds 2015 was hij met emeritaat.
Naast zijn werk aan de NHL heeft hij gewerkt als trainer, interim manager, senior consultant, beleidsmedewerker en organisator van congressen. Zijn belangstelling was gericht op competentieontwikkeling van professionals, creativiteit, organisatieontwikkeling, regionale ontwikkeling, sociale innovatie en non-lineaire veranderingsprocessen. 
Hij liet een spoor van door hem geïnspireerde leerlingen en cursisten na.
Hij is co-auteur van twee boeken: Profiel van een gepassioneerde professional (Van Gorcum, 2004) en van Focus op Action Research (Van Gorcum, 2005).
Daarnaast verzorgde hij jarenlang uitvoerige boekbesprekingen voor de Journal of Social Intervention - Theory and Practice.
Hij was een van de ontwerpers van het project Kansen voor Kenniswerkers, dat gericht is op reïntegratie van hoger opgeleiden. Zijn belangstelling was gericht op competentieontwikkeling van professionals, creativiteit, organisatieontwikkeling, regionale ontwikkeling, sociale innovatie en non-lineaire veranderingsprocessen.

### Nevenactiviteiten
Meijering hield zich intensief bezig met kunst en cultuur. Hij was dichter en  ruim 35 jaren actief als beeldend kunstenaar. Schilderen deed hij veel, zowel binnen als buiten. Thema’s zijn stillevens, landschappen, stadsgezichten, modellen en portretten. Hij vervaardigde schilderijen die zich kenmerken door een grote verscheidenheid aan kleuren. Hij volgde lessen bij Laurens Boersma, Cesar Paul Veenstra en Albert Verboon. Hij exposeerde regelmatig. 
Als bestuurslid van de stichting Atelier de Ruimte in Annerveenschekanaal was Meijering nauw betrokken bij de ontwikkeling van kunst en cultuur in de regio Drenthe. Hij maakte zich sterk voor het verbinden van kunst, cultuur en ondernemerschap. In 2009 was hij een van de initiatiefnemers van en medeorganisator van het kunst en cultuurfestival Kleurrijk Kanaal in Annerveenschekanaal.